# 何如璋墓
何如璋墓，位于中国广东省梅州市大埔县湖寮长新，为梅州市大埔县的一个县级文物保护单位，类型为古墓葬，公布时间为1985年4月。
何如璋墓的历史年代为清代。